# تل سليماني (رستاق)
تل سليماني (بالفارسية: تل سلیمانی) هي قرية تقع في إيران في Rostaq Rural District. يقدر عدد سكانها بـ 0 نسمة بحسب إحصاء 2016.